# Natália Kelly (album)
Natália Kelly è il primo eponimo album in studio della cantante statunitense naturalizzata austriaca Natália Kelly, pubblicato nel 2013.
Con il brano Shine l'artista ha partecipato all'Eurovision Song Contest 2013.

## Tracce
1. Face the Day – 3:29
2. Shine – 2:59
3. Lucky One – 3:48
4. Start Over – 3:10
5. I Don't Care – 3:01
6. Breaking Point – 3:23
7. Till We Meet Again – 3:45
8. Static – 4:35
9. Cold – 2:59
10. Farewell – 3:56
11. Fallout – 3:25
12. Without You – 2:36
13. Last Goodbye – 3:54